# ニュー・セントアンドリュースゴルフクラブ・ジャパン
ニュー・セントアンドリュースゴルフクラブ・ジャパンは、栃木県大田原市にあるゴルフ場である。

## 概要
「ニュー・セントアンドリュースゴルフクラブ・ジャパン」。創始者は濵田善弥。栃木県の北東部、東に八溝山地が茨城県境に沿って延び、西には那須野が原扇状地の扇端付近にあたる平地が広がる、那珂川や八溝山系の里山など自然豊かな地域で、松尾芭蕉「奥の細道」と縁の深い地として知られるそうしたロケーションにある。
1970年代中期、大田原市福原地区に新たなゴルフ場の建設を始め、創始者である濵田を中心にニューコースのコース設計はジャック・ニクラウスとデズモンド・ミュアヘッドが行い、オールドコースはセントアンドリュースチームが行って、27ホール規模のゴルフ場の造成工事が着工され、1975年（昭和50年）5月10日、造成工事が完了し、18コースで開業。その後2年ほどで100億円の負債を抱え倒産し、会員有志により「NSAJをよくする会」を設立して競売で施設を落札し存続させ、1986年にはスコティッシュスタイルな9コースの「オールドコース」が追加開業した。
コースは、ニューコースが18ホール、オールドコースが9ホールの27ホールで構成され、オールドコースはニューコースと少し離れた所にある。このため、以前は専用のモノレールで連絡をしていたが2013年頃から使用されていない（後述）。スコットランドの設計スタッフの手により、ゴルフの聖地の雰囲気を楽しむことが出来るレイアウトである。特徴としては、池を巧みに配置したアメリカンスタイルで、フェアウェイは緩やかな起伏があり、深いバンカーと傾斜のあるグリーンなど、関東屈指の難コースとして知られている。また、英国のセントアンドリュースを模した「スウェルケンブリッジ」などの名物ホールがある。
2006年（平成18年）2月1日、経営会社の「株式会社ニュー・セントアンドリュースゴルフクラブ・ジャパン」は、宇都宮地裁へ民事再生手続き開始の申請を行い、同日、保全命令を受けた。2006年（平成18年）2月26日、ニュー・セントアンドリュースゴルフクラブ・ジャパンは、オリックスグループをスポンサーとした再生計画案を会員に配布した。2007年（平成19年）1月12日、債権者集会で再生計画案が可決され、同日、宇都宮地裁から認可決定を受けた。2014年（平成26年）9月1日、運営会社の「オリックス・ゴルフ・マネージメント合同会社」は、「株式会社ロイヤルワールドゴルフ倶楽部」の全株式を「株式会社ロイヤルフォレストゴルフ倶楽部」に譲渡した。2019年（平成31年）1月29日、東横イングループの東横インホテル企画開発がロイヤルワールドゴルフ倶楽部の全株式を買収した。

## ニューセントアンドリュース・エクスプレス
レストハウスのあるニューコースから約2km離れたオールドコースまで連絡する専用の全自動モノレールで、1986年のオールドコースオープン時に総工費7億円をかけて設置され、2013年8月まで使用されていた。このモノレールは新交通システムのようなもので、タイヤ接地面2本と中央の案内軌条1本からなっており日本車輌製造製のVONAシステムをベースとしていた。多くの箇所で高架線となっており、コースとの間にある谷間の田園を通り抜ける。行き違い施設はなく水平エレベーターのようなものだが、オールドコース側には予備車両を留置しておけるようになっており、トラバーサーによって車両の入れ替えが出来るようになっていた。2018年の時点ではこれら施設は撤去されていない。
1986年の導入当初は定員10人の専用の車両が新造されたが、後にマイクロバス（日産・シビリアン）をベースにしたものが、2013年8月まで使われた。この車両は無人運転で大きく開口するスライドドアが設置され、ホームからフラットに乗降することができキャディカートを載せることが出来た。
2010年3月17日放送のナニコレ珍百景(No.566)で「大自然に謎の乗り物」のタイトルで紹介されている。
なお、法律上は遊園地の遊戯施設と同様の扱いであり、鉄道・軌道路線ではない。
- ニューセントアンドリュース・エクスプレスの廃線跡（高架部分）
- 同エクスプレスの線路構造

## 所在地
〒324-0024 栃木県大田原市福原2002番地

## コース情報
- 開場日 - 1975年5月10日
- 設計者 - ニューコース - ジャック・ニクラウス、デズモンド・ミュアヘッド、オールドコース - セントアンドリュースチーム
- 面積 - 1,440,000m2（約43.5万坪）
- コースタイプ - 丘陵コース
- コース - 27ホールズ、パー108、ヤード、コースレート、ニューコースアウト・イン72.6、ニューコースアト・オールドコース72.8、ニューコースイン・オールドコース73.0
- フェアウェー - コウライ
- ラフ - ノシバ
- グリーン - 1グリーン、ベント（ペンクロス）
- ハザード - バンカー108、池が絡むホール14
- ラウンドスタイル - 全組セルフプレー、専属キャディなし、セルフでプレー、乗用カート使用、乗用カート(5人乗り)自走式

１組４人が原則だが、状況によりツーサムも可。
- 練習場 - 18打席270ヤード
- 休場日 - 無し[10][11]

## クラブ情報
- ハウス面積 - 2,200m2（665.5坪）
- ハウス設計 - デズモンド・ミュアヘッド
- ハウス施工 - 大日本土木 株式会社[10][11]

## ギャラリー
- コース [12]
- ハウス [13]

## 交通アクセス
- 鉄道 - 東北新幹線（JR東日本） - 那須塩原駅よりタクシー利用 約30分[14]
- 道路 - 東北自動車道 - 矢板ICより 約20分[14]

## 関連文献
- 『ゴルフ場ガイド 東版』、2006-2007、「ニュー・セントアンドリュースゴルフクラブ・ジャパン」、東京 ゴルフダイジェスト社、2006年5月、2021年11月6日閲覧
- 『田野辺薫の名コースめぐり』、2011、「「日本にセントアンドリュースを造る」－時代の先を走った浜田善弥の大構想－」、2011年12月27日、